# Filmfare Awards (2018)
63-я церемония награждения Filmfare Awards состоялась 20 января 2018 года. На ней были отмечены лучшие киноработы на хинди, вышедшие в прокат до конца 2017 года. Ведущие мероприятия — Шах Рукх Кхан, Аюшманн Кхурана, Паринити Чопра и Каран Джохар.

## Победители и номинанты

### Главные награды
Номинанты были оглашены 18 января 2018 года. Победители были оглашены 20 января 2018 года.
| Лучший фильм | Лучшему режиссёру |
| --- | --- |
| - Хинди школа — Super Cassettes Industries T-Series и Maddock Films — Динеш Виджан, Бхушан Кумар, Кришан Кумар - Невеста Бадринатха — Dharma Productions — Каран Джохар, Хироо Джохар и Апурва Мехта - Конфетка из Барели — BR Studios and Junglee Pictures — Рави Чопра и Винит Джайн - Тайная суперзвезда — Aam ir Kha n Productions — Аамир Кхан и Киран Рао - Проект «Чистая Индия». История любви — Viacom 18 Motion Pictures, KriArj Entertainment и Friday Filmworks — Аруна Бхатия, Шитал Бхатия, Prernaa Arora, Arjun N. Kapoor и Hitesh Thakkar | - Ашвини Айер Тивари — Конфетка из Барели - Адваит Чандан — Тайная суперзвезда - Сакет Чаудхари — Хинди школа - Шашанк Кхайтан — Невеста Бадринатха - Шри Нарайан Сингх — Проект «Чистая Индия». История любви |
| Лучший актёр | Лучшая актриса |
| - Ирфан Кхан — Хинди школа в роли Raj Batra - Акшай Кумар — Проект «Чистая Индия». История любви в роли Keshav Sharma - Аюшманн Кхурана — Вдохновляющая любовь в роли Mudit Sharma - Ритик Рошан — Kaabil в роли Rohan Bhatnagar - Шах Рукх Кхан — Богатей в роли Raees Alam - Варун Дхаван — Невеста Бадринатха в роли Badrinath Bansal | - Видья Балан — Ваша Сулу в роли Sulochana «Sulu» Dubey - Алиа Бхатт — Невеста Бадринатха в роли Vaidehi Trivedi - Бхуми Педнекар — Вдохновляющая любовь в роли Sugandha - Саба Камар — Хинди школа в роли Meeta Batra - Шридеви — Мама в роли Devki Sabarwal - Заира Васим — Тайная суперзвезда в роли Insia Malik                    |
| Лучшая мужская роль второго плана | Лучшая женская роль второго плана |
| - Раджкумар Рао — Конфетка из Барели в роли Pritam Vidrohi - Аамир Кхан — Тайная суперзвезда в роли продюсера Шакти Кумара - Дипак Добриял — Хинди школа в роли Shyamprakash Kori - Манав Каул — Ваша Сулу в роли Ashok Dubey - Навазуддин Сиддикуи — Мама в роли Daya Shankar Kapoor aka DK - Панкадж Трипати — Ньютон в роли Assistant commandant Aatma Singh | - Meher Vij — Тайная суперзвезда в роли Najma Malik - Рэтна Патхак — Помада под моей паранджой в роли Usha «Rosy» Buaji - Сима Бхаргава — Конфетка из Барели в роли Susheela Mishra - Сима Бхаргава — Вдохновляющая любовь в роли Sugandha’s Mother - Тилотама Шом — Самоубийца в роли Bonnie Bakshi                                   |
| Лучшая музыка к песне для фильма | Лучшие слова к песне для фильма |
| - Притам — Детектив Джагга - Amaal Mallik, Танишк Багхчи, Акхил Сачдева — Невеста Бадринатха - Арко Право Махержи, Танишк Багхчи, Самира Коппикар, Самир Уддин и Ваю — Конфетка из Барели - Митхун, Танишк Багхчи, Rishi Rich, Farhan Saeed, Rahul Mishra, Ami Mishra — Подруга наполовину - Притам — Когда Гарри встретил Седжал - Амит Триведи — Тайная суперзвезда | - Амитабх Бхаттачария — «Ullu Ka Pattha» — Детектив Джагга - Амитабх Бхаттачария — «Galti Se Mistake» — Детектив Джагга - Арко Право Махержи — «Nazm Nazm» — Конфетка из Барели - Каусар Мунир — «Maana Ke Hum Yaar Nahin» — Моя милая Бинду - Каусар Мунир — "Nachdi Phira — Тайная суперзвезда - Santanu Ghatak — «Rafu» — Ваша Сулу |
| Лучший мужской закадровый вокал | Лучший женский закадровый вокал |
| - Arijit Singh — «Roke Na Ruke Naina» — Невеста Бадринатха - Akhil Sachdeva — «Humsafar» — Невеста Бадринатха - Ариджит Сингх — «Zaalima» — Богатей - Арко Право Махержи — «Nazm Nazm» — Конфетка из Барели - Ash King — «Baarish» — Подруга наполовину - Сачин — «Kho Diya» — Бхуми | - Мегна Мишра — «Nachdi Phira» — Тайная суперзвезда - Монали Тхакур — «Khol De Baahein» — Моя милая Бинду - Никита Гандхи — «Ghar» — Когда Гарри встретил Седжал - Ронкини Гупта — «Rafu» — Ваша Сулу - Саша Тирупати — «Kanha» — Вдохновляющая любовь - Шрея Гхошал — «Thodi Der» — Подруга наполовину                                |

### Награды критиков
Номинанты были оглашены 19 января 2018 года.
| Лучший фильм | Лучший фильм |
| --- | --- |
| - Ньютон — Amit V Masurkar - Самоубийца — Конкона Сен Шарма - Помада под моей паранджой — Аланкрита Шривастава - Мукти Мохан — Шубхашиш Бхутьяни - В ловушке — Vikramaditya Motwane | |
| Лучший актёр | Лучшая актриса |
| - Раджкумар Рао — В ловушке - Ирфан Кхан — Хинди школа - Раджкумар Рао — Ньютон - Ранбир Капур — Детектив Джагга - Викрант Мэсси — Самоубийца                                       | - Заира Васим — Тайная суперзвезда - Кангана Ранаут — Рангун - Шридеви — Мама - Свара Бхаскар — Anaarkali of Aarah - Видья Балан — Ваша Сулу |

### Особые награды
| - Мала Синха - Баппи Лахири      |
| Награда имени Р. Д. Бурмана      |
| Не вручалась                     |
| Лучший режиссёрский дебют        |
| - Конкона Сен Шарма — Самоубийца |

### Другие награды
| Лучший сюжет | Лучший сценарий |
| --- | --- |
| - Amit V Masurkar — Ньютон - Amit Joshi — В ловушке - Рахул Дахия — G Kutta Se - Шанкер Раман и Соурабх Ратну — Гургаон - Шубхашиш Бхутьяни — Мукти Мохан - Суреш Тривени — Ваша Сулу | - Шубхашиш Бхутьяни — Мукти Мохан - Адваит Чандан- Тайная суперзвезда - Amit Joshi и Hardik Mehta — В ловушке - Маянк Тевари и Amit V Masurkar — Ньютон - Субхаш Капур — Джолли – бакалавр юридических наук 2 |
| Лучший диалог в фильме | Лучший монтаж |
| - Hitesh Kewaliya — Вдохновляющая любовь - Маянк Тевари и Amit V Masurkar — Ньютон - Нитеш Тивари и Шрейаз Джайн — Конфетка из Барели - Субхаш Капур — Джолли — бакалавр юридических наук 2 - Суреш Тривени и Виджай Маурья — Ваша Сулу                                                                                                | - Нитин Баид — В ловушке - Аариф Шейх и Манас Миттал — Самоубийца - Мониша Балдава — Мама - Швета Венкат — Ньютон                                                                                             |
| Лучшая хореография | Лучшая операторскую работу |
| - Vijay Ganguly и Ruel Dausan Varindani для Galti Se Mistake — Детектив Джагга - Ганеш Ачария для Badri Ki Dulhania — Невеста Бадринатха - Shiamak Davar для Ullu Ka Pattha — Детектив Джагга - Sudesh Adhana для Bloody Hell — Рангун - Vijay Ganguly для Ban Ja Rani — Ваша Сулу - Vijay Ganguly для Khaana Khaake — Детектив Джагга | - Sirsha Ray — Самоубийца - Jessica Lee Gagne and Pankaj Kumar — Папочка - Pankaj Kumar — Рангун - Рави Варма — Детектив Джагга - Swapnil S Sonawane — Ньютон                                                 |
| Лучшая работа художника-постановщика | Лучший звук |
| - Parul Sondh — Папочка - Anita Rajgopalan Lata and Donal Raegan Gracy- Богатей - Siddharth Sirohi — Самоубийца - Subrata Chakraborty and Amit Ray — Рангун | - Anish John- В ловушке - Baylon Fonseca and Dhiman Karmakar — Богатей - Nihar Ranjan Samal — Мама - Subhash Sahoo -Ваша Сулу - Udit Duseja — Папочка                                                         |
| Лучший дизайн костюмов | За влияние в киноиндустрии |
| - Rohit Chaturvedi — Самоубийца - Долли Ахлувалиа — Рангун - Nidhi and Divya Gambhir — Папочка | - Притам — Детектив Джагга - Алокананда Дасгупта — В ловушке - А.Р. Рахман — Мама - Нарен Чандваркар и Бенедикт Тейлор — Папочка - Сагар Десаи — Самоубийца - Tajdar Junaid — Мукти Мохан                     |
| Лучшие спецэффекты | Лучшая постановка боевых сцен |
| Не вручался | - Том Стразерс — Тигр жив - Allan Amin- Детектив Джагга - Franz Spilhaus — Коммандо 2 - Харпал Сингх и Рави Кумар — Рангун - Рави Варма — Богатей                                                             |

## Наибольшее количество номинаций и побед
Номинации:
- Детектив Джагга — 10
- Тайная суперзвезда — 10
- Ваша Сулу — 9
- Самоубийца — 8
- Невеста Бадринатха — 8
- Конфетка из Барели — 8
- Ньютон — 8
- В ловушке — 7
- Хинди школа — 6
- Мама — 6
- Богатей — 5
- Папочка — 5
- Рангун — 5
- Вдохновляющая любовь — 5
- Мукти Мохан — 4
- Подруга наполовину — 3
- Проект «Чистая Индия». История любви — 3
- Помада под моей паранджой — 2
- Джолли — бакалавр юридических наук 2 — 2
- Моя милая Бинду — 2

Победители:
- Детектив Джагга — 4
- Тайная суперзвезда — 3
- Самоубийца — 3
- В ловушке — 3
- Конфетка из Барели — 2
- Хинди школа — 2
- Ньютон — 2